# Pieve di San Giorgio (Montalto Carpasio)
La pieve di San Giorgio è un luogo di culto cattolico situato nella frazione di Montalto Ligure, in piazza San Giorgio, nel comune di Montalto Carpasio in provincia di Imperia.

## Storia e descrizione
Secondo alcune fonti scritte la pieve fu eretta nel XII secolo, rimaneggiata nel secolo successivo e in seguito ricostruita nel corso del XVI secolo. Si presuppone che il sito sorse sui resti di un antico tempio pagano-religioso edificato dalla locale tribù dei Liguri, venerato da questi ultimi e, successivamente, dai Romani.
L'edificio fu sottoposto tra gli anni ottanta e novanta del XX secolo ad un lungo restauro da parte della Soprintendenza per i Beni Storici e Artistici della Liguria riportando allo splendore l'antico stile romanico-gotico a tre navate, oltre al completo rifacimento del tetto.
All'interno, divisa in tre navate, sono presenti alcuni pregiati affreschi - risalenti ad un periodo databile tra il Trecento e il Cinquecento e anch'essi restaurati dalla soprintendenza - raffiguranti i Santi Apostoli e San Giorgio.